# Rhaphuma rhea
Rhaphuma rhea är en skalbaggsart som beskrevs av Charles Joseph Gahan 1906. Rhaphuma rhea ingår i släktet Rhaphuma och familjen långhorningar. Inga underarter finns listade i Catalogue of Life.